# Фишлер, Яков Львович
Яков Львович Фишлер (09.12.1922 — 21.10.2004) — главный конструктор по трансформаторам научно-производственного объединения «Уралэлектротяжмаш» имени В. И. Ленина, лауреат Государственной премии СССР.

## Биография
Родился 9 декабря 1922 года в городе Сокаль на Западной Украине (в то время — территория Польши).
В 1940 г. как круглый отличник, был без экзаменов принят на электротехнический факультет Львовского политехнического института.
После начала войны эвакуировался в Киев и от военкомата получил направление в Томское артиллерийское училище. Был отчислен по состоянию здоровья и работал электриком на строительстве танкового завода в Юрге, затем электромонтёром на стройке Новотроицкого металлургического завода.
В 1943 г. как бывший студент получил бронь и поступил на второй курс энергофака Уральского индустриального института в Свердловске.
С января 1948 года после его окончания работал на заводе «Уралэлектротяжмаш» в отделе трансформаторов, первоначально состоявшем из двух человек. С 1952 г. начальник конструкторского бюро № 4. В 1960 году назначен главным конструктором по трансформаторам, в этой должности находился свыше 30 лет.
С 1993 г. директор КТК (конструкторско-технологического комплекса) завода. С 1997 г. советник генерального директора ОАО «Уралэлектротяжмаш».
Под его руководством разработаны сотни типов сухих и масляных трансформаторов, которые нашли применение на ряде металлургических заводов и комбинатов СССР, а также в энергетике и на транспорте. Участвовал в разработке сухих преобразовательных и распределительных трансформаторов с новой технологией «Монолит» («Транстерм»).
Умер 21 октября 2004 года. Похоронен в Екатеринбурге на почетной секции  Широкореченского кладбища.

## Награды
Лауреат Государственной премии СССР (1982, в составе авторского коллектива) — за создание и широкое внедрение высокоэффективных систем электроснабжения электролиза алюминия на базе мощных полупроводниковых выпрямительных агрегатов.
Заслуженный изобретатель РФ (23.04.1993). Награждён орденом «Знак Почёта» (1971) и орденом Почёта (25.04.2003), медалями, в том числе «За доблестный труд в Великой Отечественной войне 1941—1945 гг.».